# 古作
古作（こさく）は、千葉県船橋市の地名。現行行政地名は古作一丁目から古作四丁目。郵便番号273-0037。

## 地理
船橋市西部に位置する。北で藤原・上山町、東で行田および行田町、南東で印内、南で西船、西で市川市若宮、北西で市川市北方町と隣接する。

### 地価
住宅地の地価は、2014年（平成26年）1月1日の公示地価によれば、古作4-7-5の地点で14万9000円/m2となっている。

## 歴史
- 1889年-町村制で葛飾村古作となる。
- 1931年-町制で葛飾町古作となる。
- 1937年-船橋町が市制、葛飾町が合併され船橋市古作となり、1940年町名設定により船橋市古作町となる。
- 1967年-船橋市印内、西船で住居表示が行われ、町域の一部が印内2丁目と西船7丁目にそれぞれ編入される。
- 1989年-住居表示により町域が古作1・2・3丁目と古作町に再編される。
- 1990年-古作町全域が古作4丁目となる。古作4丁目で住居登録のない区域は消滅しないまま、古作町として残る。[5]

## 世帯数と人口
2017年（平成29年）11月1日現在の世帯数と人口は以下の通りである。
| 丁目       | 世帯数    | 人口    |
| ---------- | --------- | ------- |
| 古作一丁目 | 181世帯   | 305人   |
| 古作二丁目 | 76世帯    | 175人   |
| 古作三丁目 | 391世帯   | 942人   |
| 古作四丁目 | 381世帯   | 975人   |
| 計         | 1,029世帯 | 2,397人 |

## 小・中学校の学区
市立小・中学校に通う場合、学区は以下の通りとなる
| 丁目       | 番地         | 小学校                                                | 中学校                                              |
| ---------- | ------------ | ----------------------------------------------------- | --------------------------------------------------- |
| 古作一丁目 | 7番・8番     | 船橋市立法典西小学校                                  | 船橋市立行田中学校                                  |
| 古作一丁目 | 1～6番       | 船橋市立行田西小学校                                  | 船橋市立葛飾中学校 船橋市立行田中学校 ※どちらか選択 |
| 古作二丁目 | 2番・3番     | 船橋市立行田西小学校                                  | 船橋市立葛飾中学校 船橋市立行田中学校 ※どちらか選択 |
| 古作二丁目 | 1番          | 船橋市立葛飾小学校 船橋市立行田西小学校 ※どちらか選択 | 船橋市立葛飾中学校 船橋市立行田中学校 ※どちらか選択 |
| 古作三丁目 | 1番 10〜16番 | 船橋市立葛飾小学校 船橋市立行田西小学校 ※どちらか選択 | 船橋市立葛飾中学校 船橋市立行田中学校 ※どちらか選択 |
| 古作三丁目 | 2番～9番     | 船橋市立行田西小学校                                  | 船橋市立葛飾中学校 船橋市立行田中学校 ※どちらか選択 |
| 古作四丁目 | 1～12番      | 船橋市立行田西小学校                                  | 船橋市立葛飾中学校 船橋市立行田中学校 ※どちらか選択 |
| 古作四丁目 | 13～18番     | 船橋市立法典西小学校                                  | 船橋市立行田中学校                                  |

## 交通
- 千葉県道59号市川印西線(木下街道)
- 千葉県道180号松戸原木線

## 施設
- 日本中央競馬会中山競馬場
- 日本中央競馬会中山競馬場中央門センタープラザ、けやき公苑の一部、厩舎地区の一部
- 明王院
- 熊野神社
- 松ヶ根部屋